# Solivella
Solivella – gmina w Hiszpanii, w prowincji Tarragona, w Katalonii, o powierzchni 21,28 km². W 2011 roku gmina liczyła 660 mieszkańców.